# Відтворення вимерлих видів

Схематичне зображення процесу клонування клітин піренейського козерога. Було взято культуру тканин з останньої самки піренейського козерога, на ім'я Селія. З цієї культури тканин виділили клітинне ядро. Потім це ядро ввели в яйцеклітину домашньої кози, з якої попередньо видалили її власне клітинне ядро зі спадковою інформацією. Після цього яйцеклітину кози з ДНК піренейського козерога було імплантовано в сурогатну матір — іншу козу.

Воскресіння (відтворення) вимерлих видів (англ. de-extinction) — процес відтворення організмів, що належали б видам, які існували на Землі, але вимерли з якоїсь причини, або створення організмів, генетично близьких до вимерлих.
У спробах відтворення зниклих видів учені-генетики переважно використовують методи клонування. Для цього потрібно отримати геном виду, який з часом у більшості випадків зберігається або не повністю, або пошкодженим. Важливо також отримати ДНК і знайти самку родинного виду, яка виступить у ролі сурогатної матері для майбутнього дитинчати. Уже існує низка проєктів з відродження вимерлих тварин, як-от шерстистий мамонт або тасманійський вовк.
Першим і фактично єдиним успішним експериментом з клонування вимерлого виду наразі є «воскресіння» підвиду Capra pyrenaica hispanica (піренейський козоріг), який знову з'явився на світ 2003 року. Представник зниклого у 2000 році підвиду прожив усього кілька хвилин. Причиною смерті став уроджений дефект легень.
Можливість воскресіння вимерлих видів часто зазнає критики як з біологічного, так і з етичного поглядів.

## Методика
Клонування, яке також називають соматичним ядерним перенесенням, відбувається в кілька етапів. Спочатку отримують соматичну клітину у вимерлого організму (в ідеалі її зберігають ще до смерті тварини) і незапліднену яйцеклітину в живого родича цього виду. З обох клітин витягуються ядра, і ядро соматичної клітини вимерлого виду імплантується в яйцеклітину. Для спонукання яйцеклітини до поділу її вдаряють електричним струмом. Після цього утворюється ембріон з генетичною інформацією вимерлого виду, який імплантують у тіло сурогатної матері. З ембріона розвивається організм, ідентичний донору соматичної клітини, тобто вимерлому виду.
Іншим потенційним методом відтворення виду може бути селекція, проте з її допомогою поки можна створити лише близьку до вимерлого виду тварину. Так з'явилася квагга Рау (англ. Rau quagga), яка багато в чому нагадує вимерлий підвид бурчелової зебри кваги, але не ідентична йому. Існують також аналогічні проєкти з відтворення тура (первісний дикий бик).

## Кандидати на воскресіння

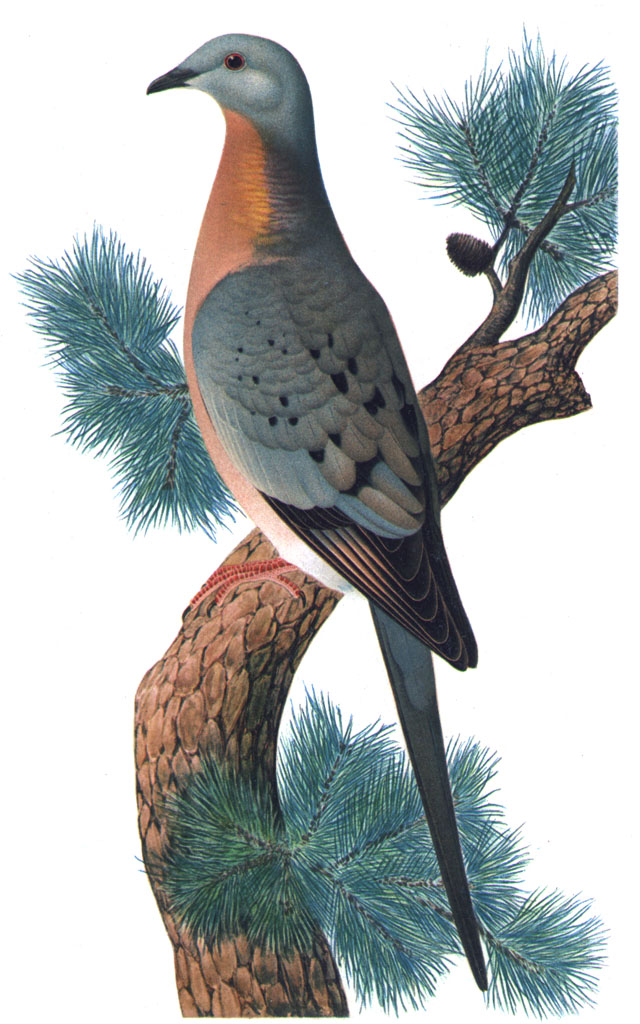
Мандрівний голуб

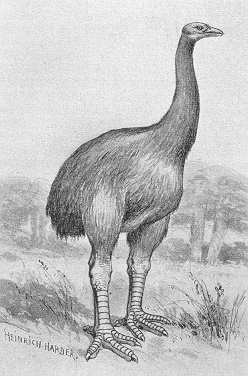
Великий моа (Dinornis novaezealandiae)

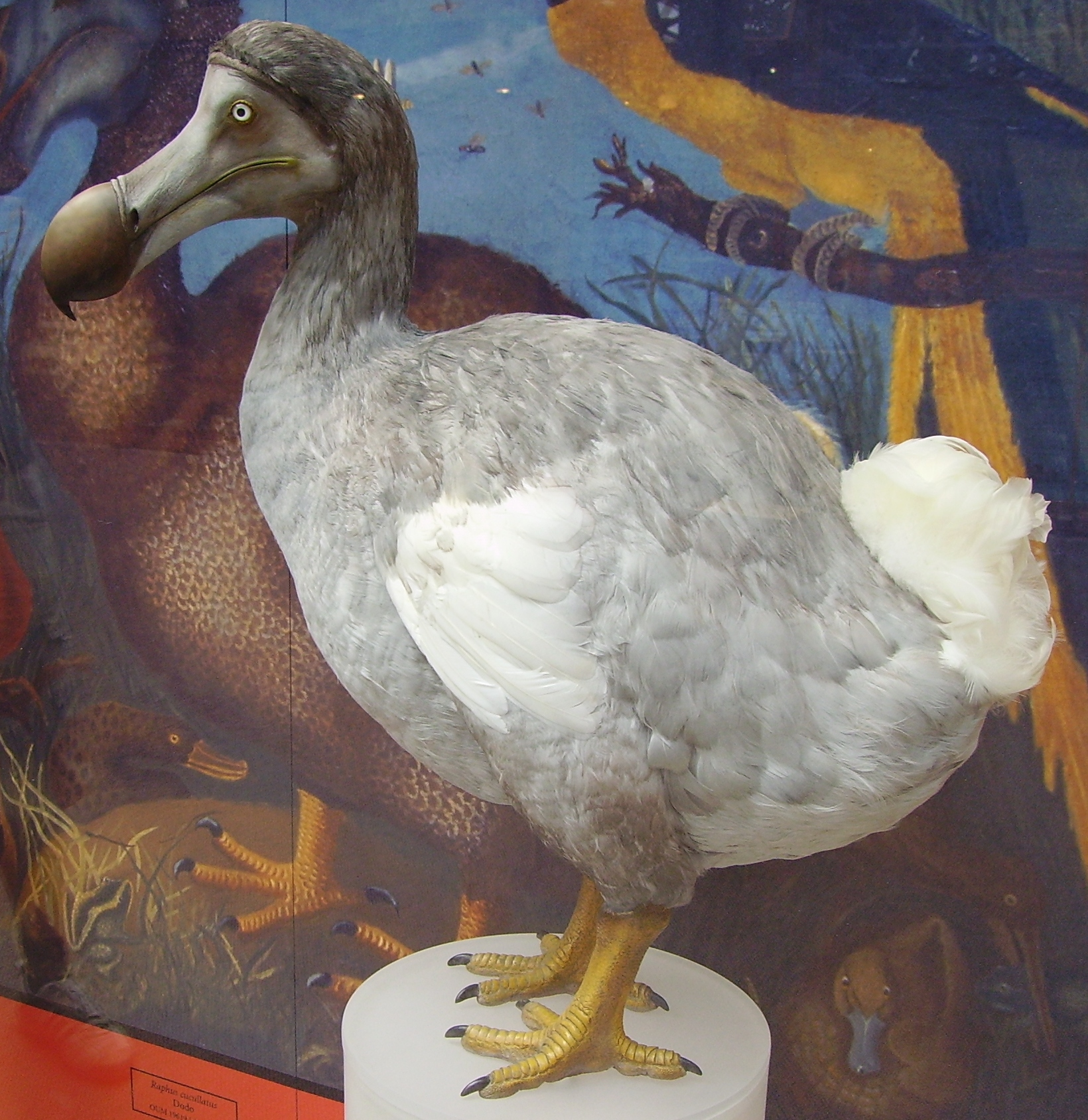
Маврикійський дронт

Вибираючи кандидатів на воскресіння, слід ураховувати безліч чинників. Насамперед має бути відносно доступна й неушкоджена ДНК з музейних зразків або скам'янілостей, вік якої теоретично не повинен перевищувати 500 000 років. Має існувати досить близький живий родич вимерлої тварини, який міг би виступити в ролі потенційної сурогатної матері. Серйозними проблемами, що перешкоджають клонуванню, є браконьєрство (наприклад, орикс білий був практично знищений в Омані), відсутність придатних місць проживання для багатьох видів (зокрема, для китайських річкових дельфінів унаслідок забруднення річки Янцзи, і багатомільйонних зграй мандрівних голубів), хвороби, що спричинили їх вимирання. Потрібно проаналізувати, вивчити й розв'язати етичні, культурні, соціальні, правові й екологічні проблеми.

### Птахи
- Мандрівний голуб (Ectopistes migratorius). На початку XIX століття популяція мандрівного голуба налічувала кілька мільярдів особин, але до кінця століття вид було повністю винищено. Останній голуб помер 1 вересня 1914 року в зоопарку Цинциннаті. ДНК з музейних зразків виявилася сильно пошкодженою, проте американський біолог Джордж Черч(інші мови) запропонував реконструювати геном птиці, з'єднавши фрагменти ДНК з різних зразків. Теоретично можливе створення генів, що відповідають за певні ознаки, властиві для мандрівних голубів, і подальше вставлення цих генів у стовбурові клітини сизих голубів. Стовбурові клітини з модифікованим геномом можливо перетворити на зародкові клітини, а потім вставити в яйця сизого голуба, де вони перемістяться у сформовані статеві органи ембріона. Пташенята, що вилупляться з таких яєць, стануть виробляти яйцеклітини та сперматозоїди мандрівного голуба. Потомство цих птахів матиме ознаки, характерні для вимерлого виду[8].
- Моа (Dinornithiformes). Загін великих безкілевих птахів, який налічував 9 видів і був поширений на території Нової Зеландії. Найбільші представники — Dinornis robustus і великий моа (Dinornis novaezealandiae) — досягали у висоту 3,6 м і важили до 230 кг. Вимерли в XV—XVI столітті внаслідок неконтрольованого полювання з боку маорі. Наразі вдалося виявити велику кількість кісток і м'яких тканин цих птахів. Головною проблемою є пошук сурогатної матері, адже еволюційні лінії моа та їх найближчих родичів — південноамериканських тинаму — розійшлися близько 58 млн років тому[15][16].
- Епіорніси (Aepyornithiformes) — ще один загін великих безкілевих птахів, до якого входило близько 7 видів. Ендеміки Мадагаскару, вони були найбільшими птахами за всю історію Землі: зріст Aepyornis maximus досягав 3–5 м, а маса — до 270 кг[16]. Учені виділили ДНК зі шкаралупи яєць, велику кількість яких удалось виявити в незайманому стані[17]. Пошук сурогатної матері може представляти певні труднощі, оскільки найближчими родичами епіорнісів є невеликі за розмірами ківі з Нової Зеландії, які відокремились від епіорнісів 50 млн років тому[18][16].
- Дронти, або додо (Raphinae) — підродина голубиних птахів, ендеміки Маскаренського архіпелагу, що вимерли в XVII столітті внаслідок надмірного полювання, руйнування місць існування і хижацтва інтродукованих щурів і свиней. Кілька зразків додо були зібрані ранніми європейськими дослідниками й сьогодні доступні в музейних колекціях. Зразки включають, зокрема, м'які тканини, з яких потенційно можливо виділити ДНК. Імовірний найближчий родич додо — нікобарський голуб (Caloenas nicobarica)[15].
- Каролінський папуга (Conuropsis carolinensis). Єдиний корінний вид папуг зі сходу США. Був поширений від півдня Нью-Йорка до Мексиканської затоки й до Вісконсіна на заході. Заселяв ліси вздовж річок, поїдаючи горіхи й фрукти, у зв'язку з чим нещадно переслідувався мисливцями. Остання особина померла в зоопарку Цинциннаті в 1918 році. У музеях по всьому світу збереглося 720 шкурок, 16 скелетів і кілька залишків яєць. Згідно з дослідженням мітохондріальної ДНК найближчими родичами Каролінського папуги є сонячна аратинга (Aratinga solstitialis), золотошапкова аратинга (Aratinga auricapillus) і чорноголовий папуга (Aratinga nenday)[15].

### Плазуни
- Динозаври (Dinosauria). За сучасними уявленнями, усі непташині динозаври вимерли в кінці крейдового періоду, через що їхня ДНК повністю зруйнувалась[8]. Проте 2007 року вченим удалось витягти білок колаген з кісток тиранозавра й навіть прочитати фрагменти його генетичної послідовності[19]. У 2009 році було виділено білки з кісток брахілофозавра (Brachylophosaurus) віком близько 80 млн років[20].

### Земноводні
- Шлунко-виводкова жаба (Rheobatrachus) — рід австралійських ендемічних жаб, що включав два види з дуже обмеженим ареалом. Обидва види вважають вимерлими із середини 1980-х років[21][22]. Rheobatrachus silus був унікальний тим, що самки цього виду виношували дитинчат у шлунку, а по закінченні розвитку жабенят самка відригувала їх назовні. Причини зникнення точно невідомі, проте біологи припускають, що вимирання могло бути спровоковано забрудненням і деградацією довкілля, а також хворобами, зокрема хітрідіомікозом. Кілька дослідників припустили, що унікальний життєвий цикл жаб допоможе зрозуміти процеси вироблення й придушення кислот, що, своєю чергою, зможе полегшити біль у людей, що страждають на виразку й інші шлункові захворювання[8].

## Критика
Критики вказують насамперед на ірраціональність подібних ідей і потребу спрямувати зусилля й фінанси для порятунку від вимирання ще живих тварин.